# Cholin
Cholin je ve vodě rozpustný analog vitamínu s funkcí základní živiny. Vyskytuje se např. v lecitinu (jako fosfátový ester), který je přítomen v mnoha rostlinných a živočišných tkáních. Termín choliny odkazuje na třídu kvartérních amonných solí obsahující N,N,N-trimethylethanolamoniový kation (X− na pravé straně označuje aniont).
Kation se vyskytuje ve skupině fosfatidylcholinů a sfingomyelinů, dvou třídách fosfolipidů v buněčných membránách. Cholin je prekurzorem pro neurotransmiter acetylcholin, který se podílí na mnoha funkcích, včetně paměti a svalové činnosti.